# Tandy Radio Shack 2000
Tandy Radio Shack 2000 је професионални рачунар фирме Тенди (Tandy Radio Shack) који је почео да се производи у САД током 1981. године.
Користио је Intel 80186 микропроцесорску јединицу а RAM меморија рачунара је имала капацитет од 256 KB (до 768 KB). 
Као оперативни систем кориштен је MS-DOS 2.0.

## Детаљни подаци
Детаљнији подаци о рачунару 2000 су дати у табели испод.
|                       |                                                 |
| [ 1 ]                 |                                                 |
| Произвођач            | Тенди                                           |
| Тип                   | професионални рачунар                           |
| Меморија              | 256 (до 768 KB)                                 |
| Поријекло             | Сједињене Америчке Државе                       |
| Година                | 1981                                            |
| Тастатура             | тастатура са тастерима пуног помака, 90 тастера |
| Процесор              |                                                 |
| Фреквенција процесора | 8                                               |
| RAM                   | 256 (до 768 KB)                                 |
| ROM                   | 8 KB                                            |
| Текст                 | 40 x 25, 80 x 25                                |
| Графика               | 640x400 са 16 боја                              |
| Боја                  | 16 боја                                         |
| Звук                  | непознато                                       |
| Димензије             | 19 x 16 x 6 / 26,5 фунти                        |
| Портови               |                                                 |
| Оперативни систем     |                                                 |